# Lhotse
Lhotse (chineză: 洛子峰, Lhozê; tibetană: lho rtse) este un munte în masivul Himalaya care este situat la granița dintre Nepal și China în vecinătatea lui Everestului, de care este despărțit prin șaua de sud cu altitudinea de 7986 m deasupra n.m.. Lhotse are altitudinea de 8516 m deasupra n.m. fiind situat după înălțime pe locul patru pe glob. În limba tibetană numele muntelui înseamnă „vârful din sud”, înspre sud muntele are pereți verticali cu o înălțime de 4000 de m, fiind unul dintre cele mai periculoase regiuni de escaladat din lume.

## Vârfuri
| denumire                         | altitudine | data prima escaladare | escaladare                                            |
| -------------------------------- | ---------- | --------------------- | ----------------------------------------------------- |
| Lhotse (Lhotse Principal)        | 8.516 m    | 18. Mai 1956          | F. Luchsinger, E. Reiß                                |
| Lhotse Mijlociu (Lhotse de vest) | 8.410 m    | 23. Mai 2001          | A. Bolotov, P. Kuznetsov, S. Timofeev, Y. Vinogradski |
| Lhotse Middle (Lhotse de est)    | 8.372 m    |                       | n-a fost escaladat                                    |
| Lhotse Shar (Ostgipfel)          | 8.382 m    | 12. Mai 1970          | S. Mayerl, R. Walter                                  |

Lhotse
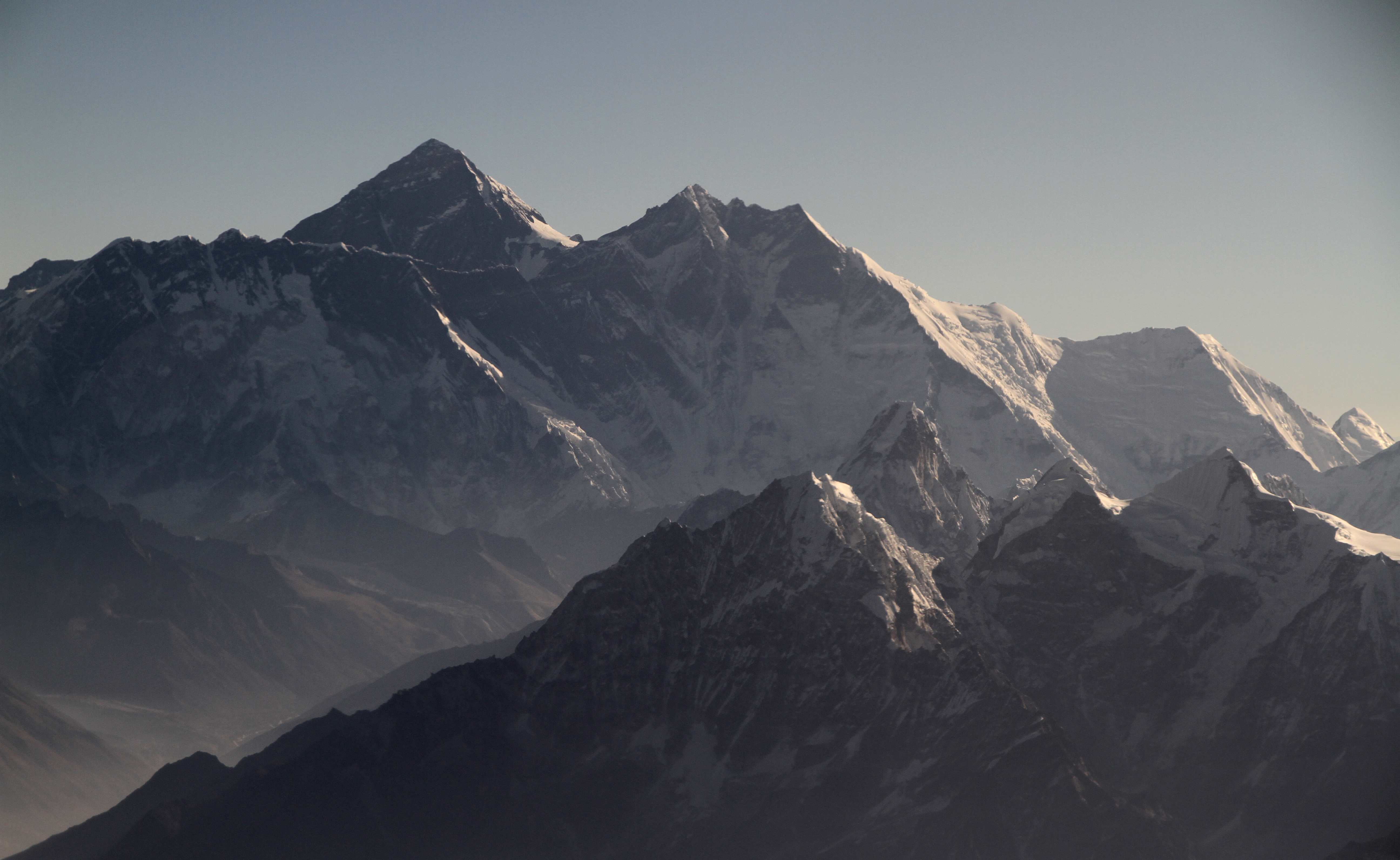
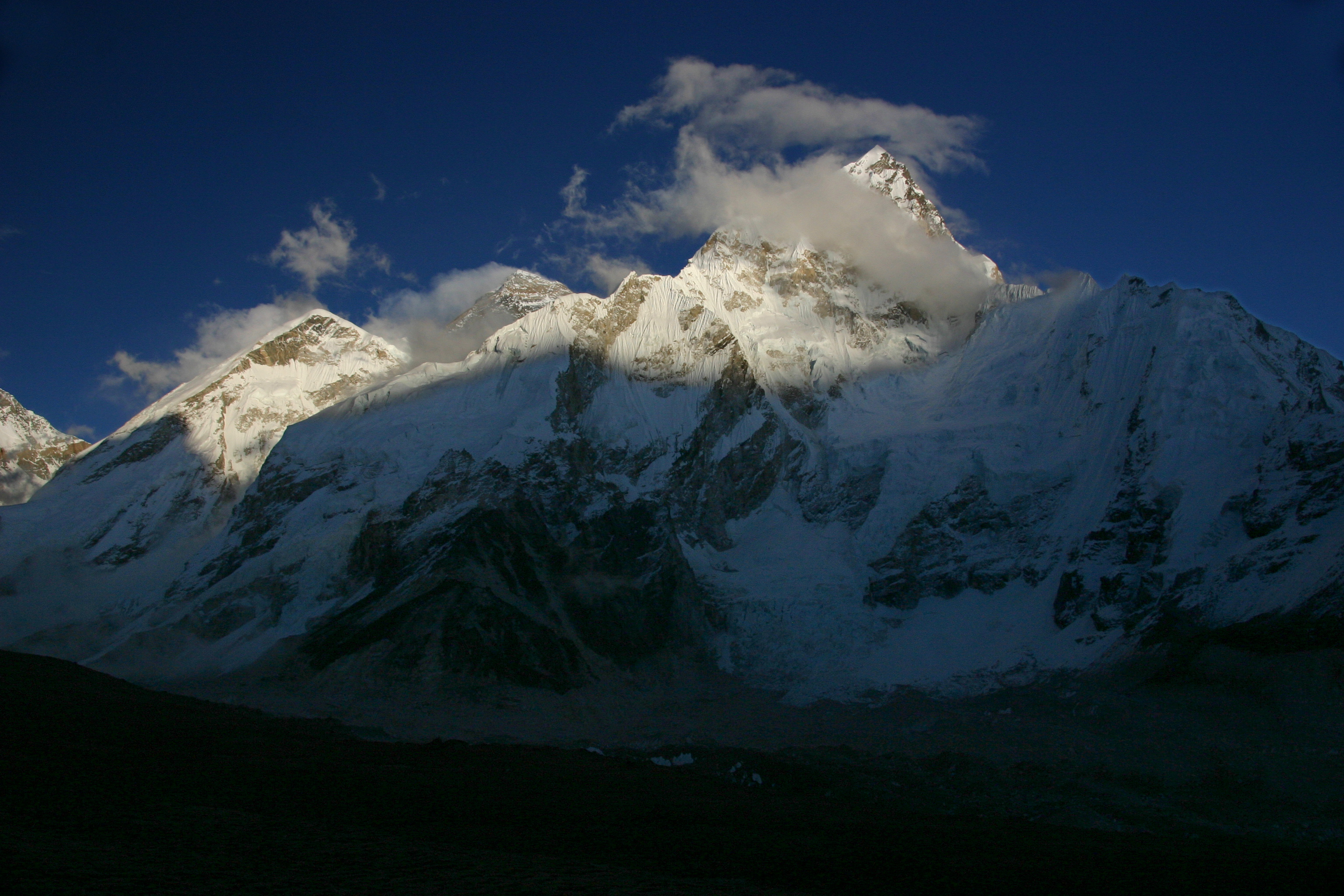
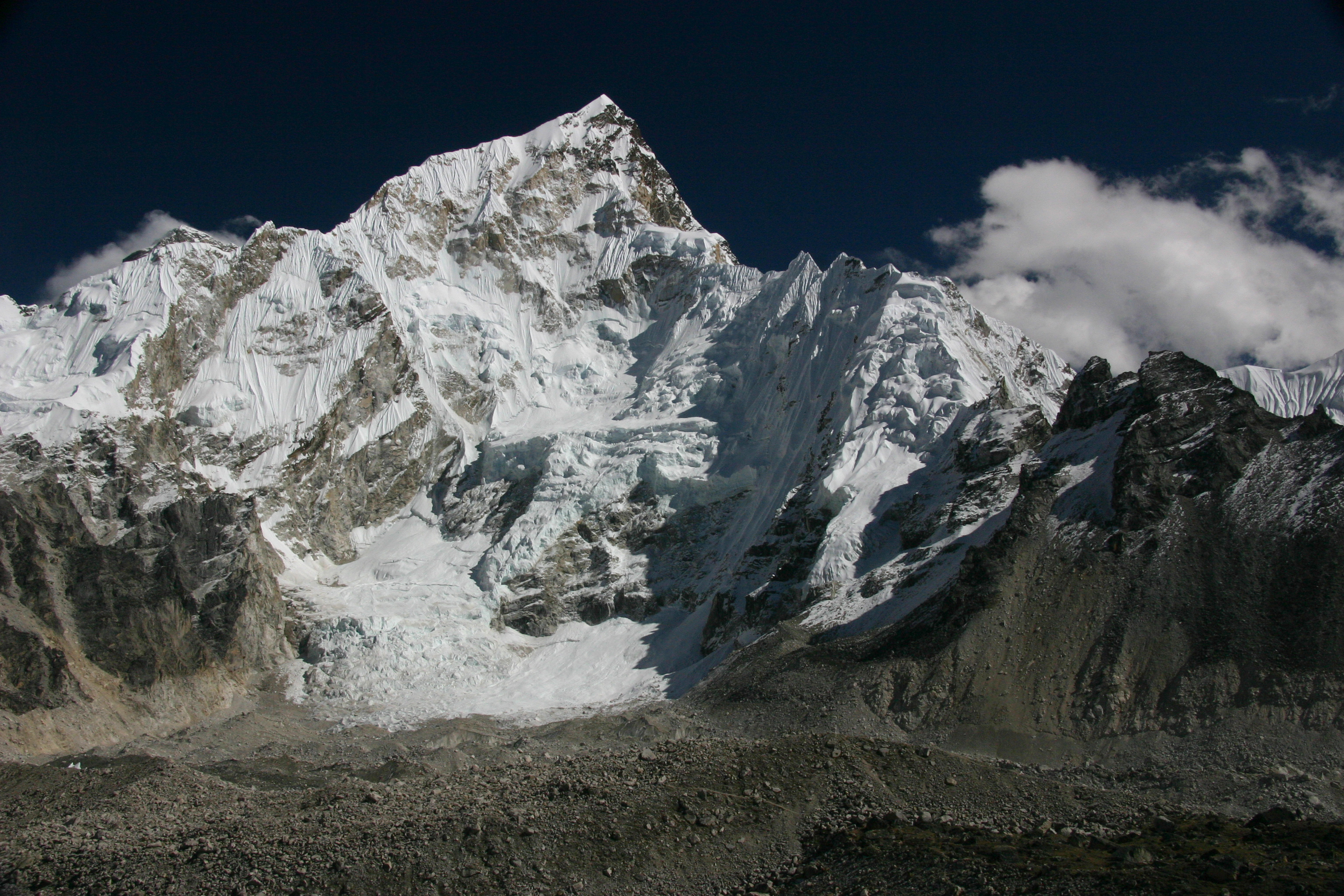
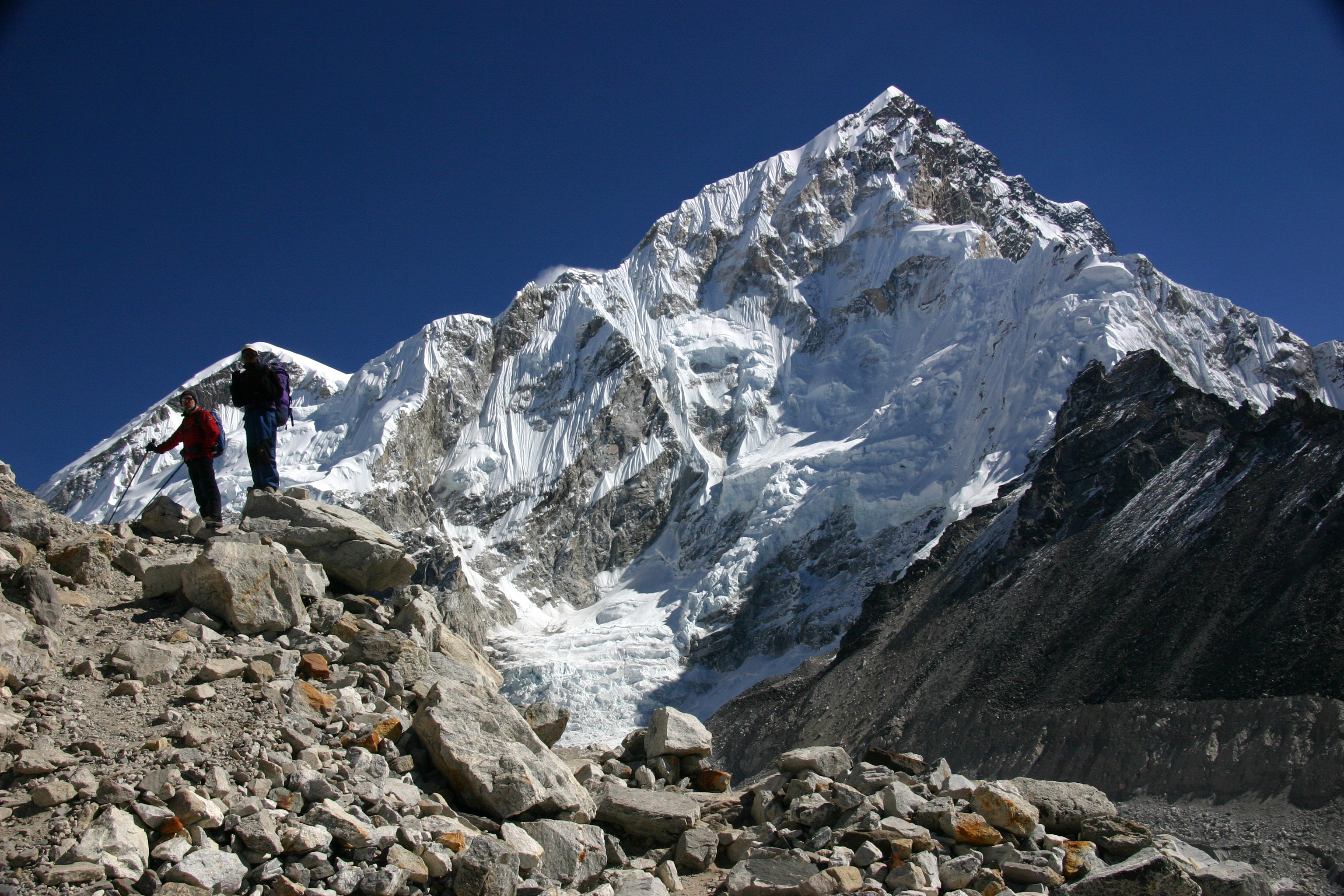
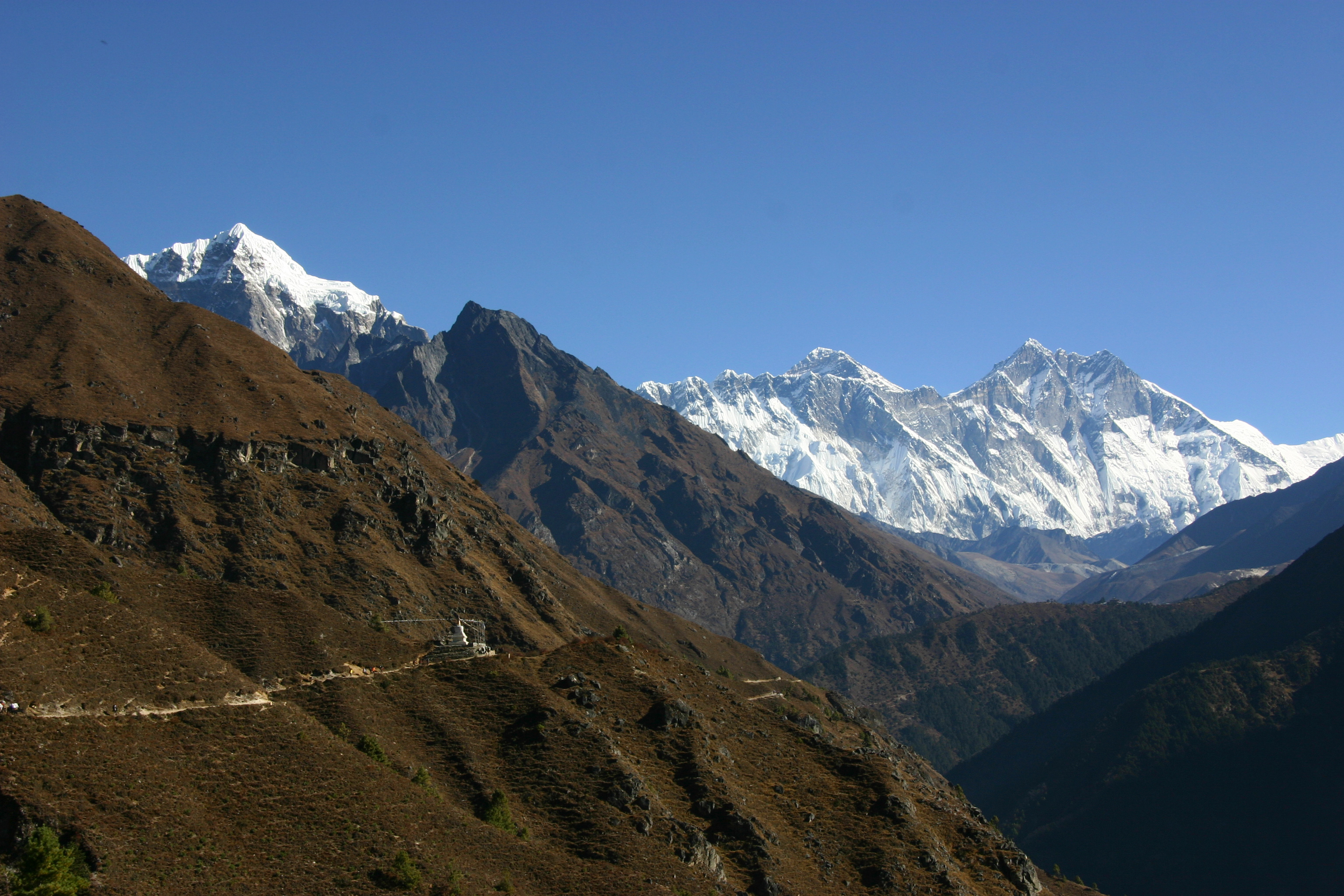
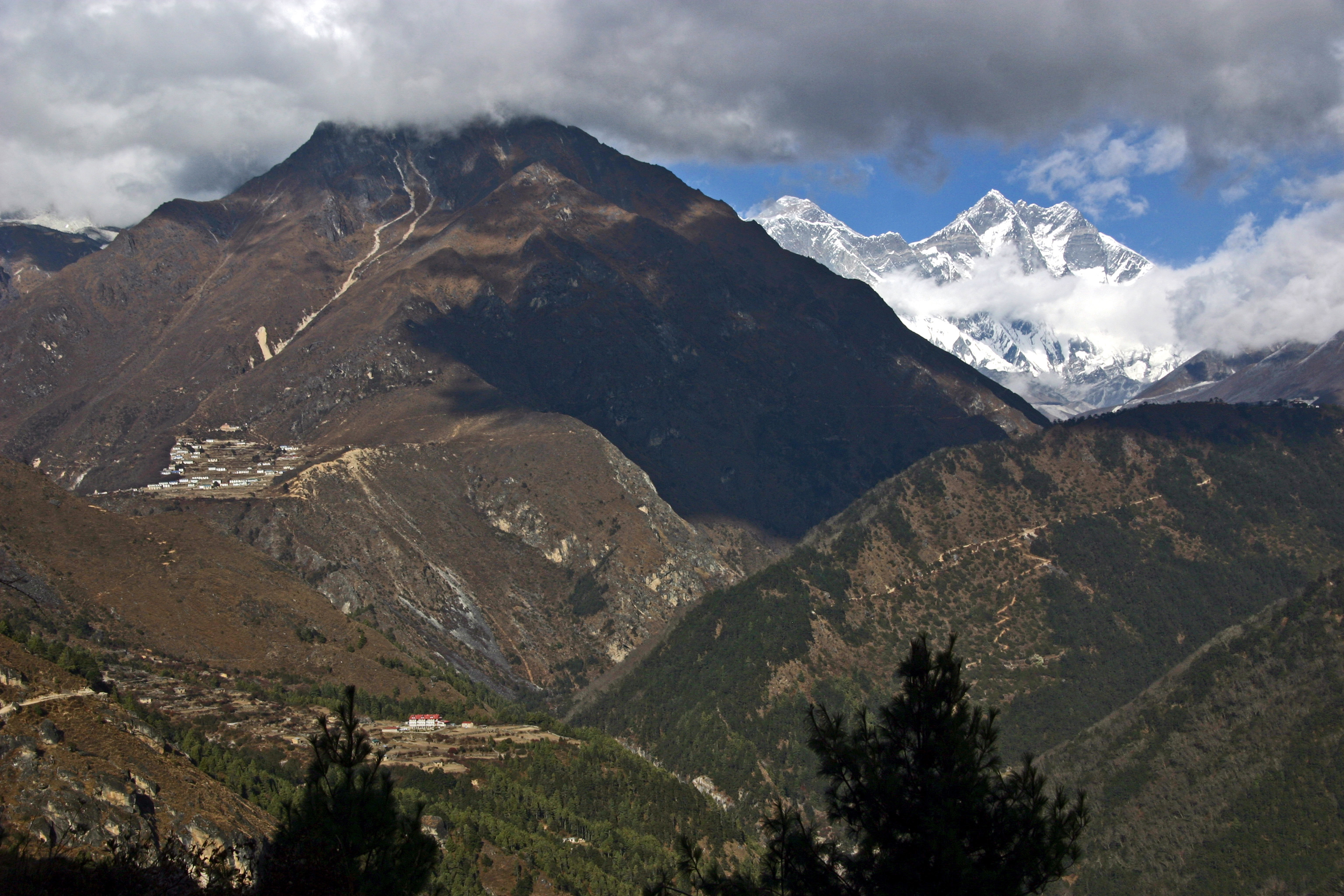

## Vezi și
- Listă de munți din China